# Суханов, Евгений Николаевич
Евгений Николаевич Суханов (8 декабря 1955, Пустынь, Арзамасская область — 31 января 2023) — советский и российский тренер высшей категории по лёгкой атлетике. Мастер спорта СССР. Заслуженный тренер России.

## Биография
Евгений Николаевич Суханов родился 8 декабря 1955 года в селе Пустынь Арзамасского района Горьковской области. Окончил факультет физического воспитания Лукояновского педагогического училища. Затем, проработав год учителем физкультуры в школе села Чернуха и отслужив два года в армии, поступил в Горьковский педагогический институт.
После его окончания в 1980 году стал работать инструктором в спортивном клубе «Полёт» на авиационном заводе «Сокол». Через шесть лет перешёл в спортклуб «Нижегородец» на машиностроительный завод. Параллельно три года работал директором детско-юношеского центра «Олимпиец». Через некоторое время перешёл в ДЮСШ «Нижегородец» тренером-преподавателем по лёгкой атлетике.
Был членом президиума Федерации лёгкой атлетики Нижегородской области.
Был женат на Валентине Фёдоровне Сухановой, которая также работает тренером по лёгкой атлетике. Есть два сына — Владимир и Николай.
Умер 31 января 2023 года.
Среди воспитанников Евгения Николаевича наиболее высоких результатов достигли:
- Крестина Жукова — серебряный призёр Паралимпийских игр 2012 года[5],
- Мария Дряхлова — чемпионка России 2009 года, двукратная чемпионка Европы среди юниоров 2003 года, бронзовый призёр чемпионата мира среди юниоров 2002 года[5],
- Александр Абрамов — двукратный призёр чемпионатов России 2011 года[7].

## Награды и звания
- Почётное звание «Заслуженный тренер России».
- Почётная грамота Президента Российской Федерации (2013)[8].
- Благодарность министра спорта Российской Федерации (2016)[9][10].